# A doua patrie
A doua patrie (în franceză Seconde patrie) este un roman scris de Jules Verne și publicat în Magasin d'Éducation et de Récréation între 1 ianuarie și 15 decembrie 1900, apoi în volum pe 26 noiembrie același an.
Cartea reprezintă o continuare a romanului Un Robinson elvețian, publicat de pastorul elvețian Johann David Wyss în 1813.

## Povestea

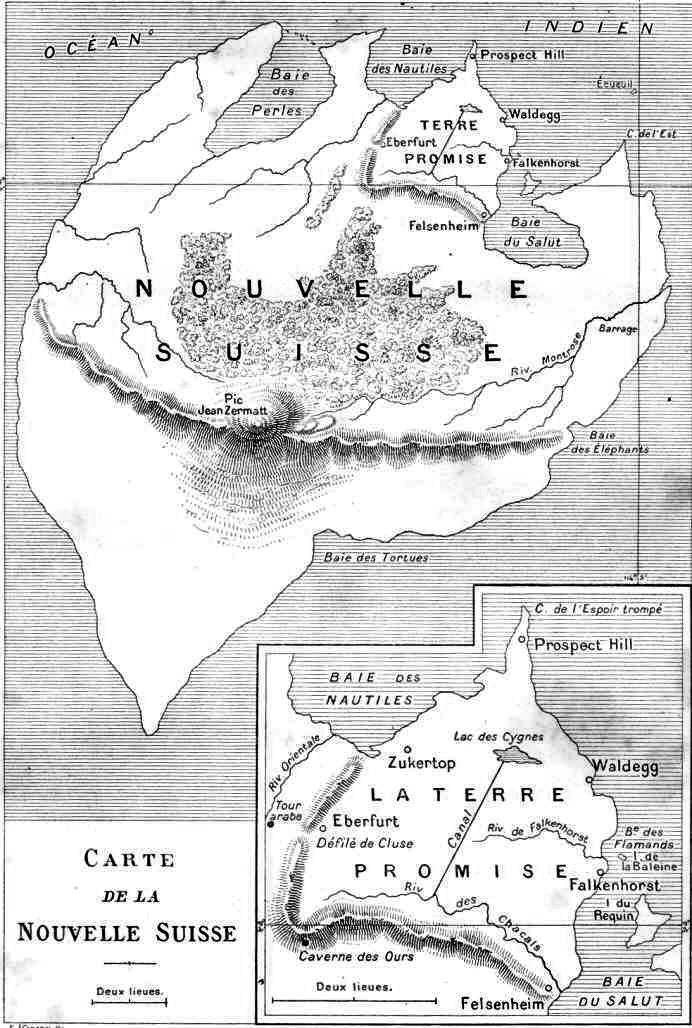
Harta insulei "Noua Elveție", așa cum a ilustrat-o George Roux

După zece ani de izolare a familiei Zermatt și a lui Jenny Montrose pe insula noua Elveție, aici ajunge vasul britanic Licorna. O parte dintre pasagerii vasului doresc să alături de familia elvețiană, printre ei numărându-se domnul Wolston cu soția și fiica sa. În timp ce cei rămași pe insulă fac o serie de explorări, Licorna pornește înapoi spre Marea Britanie, unde Jenny Montrose dorește să obține binecuvântarea tatălui ei pentru a se căsători cu Fritz Zermatt.
Călătoria nu este una fericită. Jenny află bătrânul colonel a murit, iar cea care îi dă binecuvântarea este mătușa ei, iar Licorna trece prin încercări grele în timpul călătoriei. Vasul este nevoit să rămână pe Noua Elveție pentru reparații, iar echipajul ei se îmbarcă la bordul lui Flag. Înăs nici călătoria cu acest vas nu este una liniștită, întrucât la bord se produce o revoltă, iar căpitanul, șeful de echipaj și câțiva marinari sunt lăsați în voia apelor pe o barcă. Ei ajung totuși pe Noua Elveție, unde sunt recuperați de cei rămași pe mal.
O nouă amenințare se ridică în continuare asupra coloniștilor, în persoana sălbaticilor care împânzesc insula și care pornesc un război contra europenilor. Curând, aceștia din urmă rămân fără muniție, dar sunt ajutați de o intervenție providențială.
În anii care urmează, pe insulă au loc mai multe căsătorii, iar colonia stabilește relații comerciale cu Europa și Asia. Ea este luată în posesie de Marea Britanie, care îi păstrează însă numele de Noua Elveție.

### Capitole
- Capitolul I. - Revenirea sezonului frumos. Fritz și Jack. Vreme superbă. Plecarea caiacului. Vizitarea insuliței Rechinului. Foc din două bucăți. Trei lovituri de tun în larg.
- Capitolul II. - Întoarcerea caiacului. Impresia produsă. Decizia luată. Trei zile de furtună. Dublarea capului la est. Vasul ancorat.
- Capitolul III. - Corveta engleză Licorna. Loviturile de tun auzite. Sosirea șalupei. Familia Zermatt. Familia Wolston. Planuri de despărțire. Diverse schimbări. Despărțirea. Plecarea corvetei.
- Capitolul IV. - Cu zece ani înainte. Instalarea familiei Zermatt pe Noua Elveție. Principalele incidente menționate în jurnalul d-lui Zermatt. Sfârșitul celui de-al zecelea an.
- Capitolul V. - Întoarcerea la Falsenheim. Călătoria lui Elisabeth în golful Perlelor. Un sălbatic. O ființă umană. Jenny Montrose. Naufragiul lui Dorcas. Doi ani pe Stânca Fumegătoare. Povestea lui Fritz.
- Capitolul VI. - După plecare. Ce se cunoaște despre Noua Elveție. Familia Wolston. Planuri pentru noi instalări. Stabilirea unui canal între pârâul Șacalilor și lacul Lebedelor. Sfârșitul anului 1816.
- Capitolul VII. - Prima zi a anului. Plimbare la Falkenhorst. Proiectul capelei. Propuneri de călătorie. Discuție. Punerea în funcțiune a șalupei. Plecarea de pe 15 martie.
- Capitolul VIII. - Navigare. Înconjurul recifului Landlord. Golful Licornei. Elisabeth la dană. În partea superioară a falezei. Regiune aridă. Zona de sud. Planuri pentru a doua zi.
- Capitolul IX. - Priveliștea coastei. Pinguinii. Un nou curs de apă. Teritorii necunoscute. Lanțul muntos din sud. Plan pentru a doua zi. Râul Montrose.
- Capitolul X. - Navigația canoei pe Montrose. Regiune aridă. Pietrele din râpă. Barajul. Întoarcerea la dană a lui Elisabeth. Coborârea pe rău. Un vapor la sud-est. Întoarcerea la Falsenheim.
- Capitolul XI. - Înaintea sezonului ploios. Vizită la ferme și la insulițe. Primele furtuni. Serile la Falsenheim. Capela. Descoperirea lui Ernest și primirea care i se face. Prelungirea timpului urât. Două lovituri de tun. Pe insulița Rechinului.
- Capitolul XII. - La Falkenhorst. La Waldegg. La Zuckertop. La Prospect-Hill. Marea părăsită. Pregătiri de călătorie spre interior. Cine pleacă și cine nu. Precauții în străbaterea Cheilor. Despărțirea.
- Capitolul XIII. - La ieșirea din valea Grünthal. Zona de câmpie. Zona împădurită. Din nou maimuțe. La poalele lanțului. Noaptea într-o grotă. Prima și a doua zonă a muntelui. La baza conului.
- Capitolul XIV. - Sosirea pe creasta conului. Priviri aruncate de jur-împrejur. Ce se vede la nord, la est și la vest. Regiunea din sud. Un vas la orizont. Pavilionul britanic.
- Capitolul XV. - Așteptarea de la Falsenheim. Întârziere neliniștitoare. Plecarea către schitul Eberfurt. Dl. Wolston și Ernest. Ce s-a întâmplat. În urmărirea elefanților. Propunerea domnului Wolston. Vânturi contrare. Jack!
- Capitolul XVI. - Povestea lui Jack. Pierdut în pădure. Sălbaticii insulei. Neliniști crescânde. Întârzierea Licornei. Trei săptămâni de așteptare. În micuța capelă din Falsenheim.
- Capitolul XVII. - Barca liniștită. Abandonați de opt zile. Ce spun căpitanul Harry Gould și șeful de echipaj John Block. O gaură în negura din sud. Un strigăt: "Pământ... pământ!".
- Capitolul XVIII. - Plecarea Licornei. Capul Bunei Speranțe. James Wolston și familia sa. Doll își ia rămas bun. Portsmouth și Londra. Sejur în Anglia. Căsătoria lui Fritz Zermatt cu Jenny Montrose. Întoarcere la Capetown.
- Capitolul XIX. - A doua călătorie a Licornei. Noi pasageri și ofițeri. Pauză la Cap. Secundul Borupt. Navigare cu probleme. Revoltă la bord. Opt zile în fundul calei. Abandonați pe mare.
- Capitolul XX. - Un strigăt al lui François. Ce țărm e acesta? Pasagerii bărcii. Pământ dispărut în neguri. Timp defavorabil. Pământ reapărut. Rafale din sud. Pe țărm.
- Capitolul XXI. - Pe pământ. O discuție între Fritz și șeful de echipaj. Noapte liniștită. Aspectul țărmului. Impresie descurajantă. Excursie. Peșterile. Pârâul. Promontoriu. Instalare.
- Capitolul XXII. - Instalarea. Prima noapte pe acest țărm. Fritz și Jenny. Ameliorarea stării căpitanului Gould. Discuții. Escaladarea falezei imposibilă. Noaptea de 26 spre 27 octombrie.
- Capitolul XXIII. - Situație agravată. Jenny și Fritz nu-și pierd speranța. Pescuit fructuos. Încercare de recunoaștere a coastei spre est. Albatrosul de pe Stânca Fumegătoare. Sfârșit trist de an.
- Capitolul XXIV. - Discuții despre albatros. Împrietenirea micului Bob cu pasărea. Fabricarea lumânărilor. Un nou motiv de suferință. Căutări inutile și disperare. Un strigăt al albatrosului.
- Capitolul XXV. - A doua grotă. Speranță deșartă. Candela lui Fritz. Traversând masivul. Mai multe opriri. Platoul superior. Nimic la sud, la est, sau la vest. În momentul coborârii.
- Capitolul XXVI. - Nimeni nu vrea să părăsească locul. Noaptea pe platou. În marș spre nord. Catargul steagului. Culorile britanice. Perdeaua de ceață. Un strigăt al lui Fritz.
- Capitolul XXVII. - O grotă la poalele lanțului. Întoarcere în trecut. Traversând pădurea. Prinderea unei antilope. Râul Montrose. Valea Grünthal. Defileul Cluse. O noapte la schitul Eberfurt.
- Capitolul XXVIII. - Plecarea spre Falkenhorst. Canalul. Neliniști. Curtea devastată. Locuința aeriană. În vârful arborelui. Disperare. Un fum peste Falsenheim. Alertă!
- Capitolul XXIX. - Diverse ipoteze. Ce e de făcut. O lovitură de tun. Insulița Rechinului. Recunoaștere până la plajă. Un tun abandonat. Îmbarcarea. "Nu trageți!"
- Capitolul XXX. - În sfârșit, reuniți! Pe scurt, ce s-a întâmplat de la plecarea Licornei. Familia dezolată. Mai multe speranțe. Apariția pirogilor.
- Capitolul XXXI. - Sosirea dimineții. Instalarea în magazinul central. Trec patru zile. Apariția pirogilor. Speranță deșartă. Atac nocturn. Ultimul cartuș. Lovitură de tun în larg.
- Capitolul XXXII. - Licorna. Luare în posesie în numele Angliei. Nicio noutate de la Flag. Întoarcerea la Falsenheim. Un mariaj celebru în capelă. Mai mulți ani. Prosperitatea coloniei Noua Elveție.

## Omagiul adus altor scriitori
Deși Jules Verne s-a făcut remarcat prin originalitatea romanelor sale, patru dintre operele autorului francez reprezintă în mod evident omagii aduse altor scriitori:
- Școala Robinsonilor este o parodie după romanul Robinson Crusoe (1719), scris de Daniel Defoe.
- Mathias Sandorf este un omagiu evident adus operei Contele de Monte Cristo (1844) a lui Alexandre Dumas.
- Sfinxul ghețarilor reprezintă continuarea genială a Aventurilor lui Arthur Gordon Pym (1838), de Edgar Allan Poe.
- A doua patrie este continuarea romanului Un Robinson elvețian (1812), scris de Johann David Wyss.

## Teme abordate în cadrul romanului
- robinsonada, o temă care apare în multe dintre operele verniene, dintre care se remarcă Insula misterioasă, Școala Robinsonilor și Doi ani de vacanță
- ridicarea unei așezări noi, temă care amintește de construirea Fortului Speranței în Teritoriile de Nordvest ale Canadei din romanul Ținutul blănurilor
- revoltele petrecute la bordul vaselor, temă care apare și în Frații Kip

## Lista personajelor
- Jean Zermatt - capul familiei elvețiene
- Betsie Zermatt - soția lui Jean
- Fritz Fermatt - fiul lui Jean și Betsie
- François Fermatt - fiul lui Jean și Betsie
- Ernest Zermatt - fiul lui Jean și Betsie
- Jack Zermatt - fiul lui Jean și Betsie
- Jenny Montrose - fiica unui colonel englez
- James Wolston - englez care vrea să se stabileasă în noua Elveție
- Suzan Wolston - soția lui
- Annah Wolston - fiica familie Wolston
- Doll Wolston - fiica familie Wolston
- Bob Wolston - fiul cel mic al familiei Wolston
- Harry Gould - căpitanul vasului Flag
- John Block - șef de echipaj pe Flag
- Robert Borupt - secund pe Flag și conducător al revoltei marinarilor de pe acest vas

## Adaptări
În anul 1960, Walt Disney Productions a lansat filmul Swiss Family Robinson, în regia lui Ken Annakin, cu  John Mills, Dorothy McGuire și James MacArthur în rolurile principale. Filmul constituie o adaptare a romanului  Un Robinson elvețian, dar include și elemente din A doua patrie. 

## Traduceri în limba română
Cartea nu a fost tradusă în limba română.